# Rézlemezfeliratok Indiában
Az indiai rézlemezfeliratok rézlemezekre vésett jogi feljegyzések. Ez a gyakorlat széles körben és régóta elterjedt volt az indiai szubkontinensen; már az i. e. 3. évezredből származhat, azonban az előkerült lemezek túlnyomó többsége az i. sz. 1. évezredben készült. A lemezek olyan jogi dokumentumok voltak, amelyek egy támogatást vagy adományt - jellemzően földet vagy kedvezményeket - rögzítettek. A táblák az állam működéséhez nélkülözhetetlen bürokratikus információkat tartalmaztak a földbirtoklással és az adózással kapcsolatban.
A rézlemezek nagyon hosszú ideig sértetlenül fennmaradhatnak: a réz, mivel nem vastartalmú fém, nem rozsdásodik vagy romlik más módon, ha oxigénnek van kitéve (ellentétben a vassal), hanem inkább védő patinát fejleszt.

## Történelmi jelentőség
Mint elsődleges történelmi dokumentumok és régészeti leletek, a rézlemezek felbecsülhetetlen értékű eszközök a tudományos kutatás számára az indiai szubkontinens általános történelmével és társadalmával kapcsolatban a Kr. u. 1. évezredben, és különösen a kereszténység korai történelmével kapcsolatban Ázsiában és a szubkontinensen. Például a Kr. u. 8. és 10. század között a Malabár-partvidék hatóságai különleges jogokat adtak a Szent Tamás keresztények néven ismert közösségnek, amelyeket Cheppeds vagy Szaszanam („királyi adományok”) néven ismert rézlemezeken rögzítettek.

## Jogi érték
Mint jogi dokumentumokat, a történészek az indiai rézlemezeket a modernkori engedélyekhez vagy tulajdoni lapokhoz hasonlítják, az adományozott erőforrások tulajdonjogát vagy jogait igénylő fél köteles volt bemutatni a lemezeket az állami hatóságoknak, ha megtámadták. Az adományozás törvényességének további jeleként nem volt ritka, hogy az adományozók a lemezeket az adományozó személyes pecsétjével ellátott gyűrűvel csatolták össze. Az állami terjeszkedés eszközeként a rézlemezek tartóssága és könnyű visszakereshetősége kulcsfontosságú volt az újonnan letelepedett területek megszilárdítása szempontjából.

## Történelem
Az indiai rézlemezes feliratok (tamarashasana) általában a királyi pecsétet viselő birtokadományokat vagy a királyi családok listáit rögzítik, amelyekből bőségesen találtak Dél-Indiában. Eredetileg a szövegeket pálmalevelekre jegyezték fel, de amikor a feljegyzések jogi dokumentumok voltak, mint például a tulajdoni lapok, akkor azokat egy barlang vagy templom falára vésték, vagy ami még gyakoribb, rézlemezekre, amelyeket aztán biztonságos helyre, például egy templom falai közé, padlózata alá vagy kőtárolókba rejtették. A lemezeket többször is felhasználhatták, például amikor egy törölt adományt új felirattal láttak el. Ezeket a lemezeket valószínűleg az első évezredtől kezdve használták.
Egy kilenc feliratos rézlemezből álló leletegyüttest 2014-ben az indiai szubkontinens legrégebbi ilyen tárgyaként azonosítottak. Ezek a harappa kultúrából származnak, olyan is akad közöttük, amely 34 írásjegyet tartalmaz. Eredetük helye ismeretlen. Feltehetően a rézlemezek nyomtatására használták őket.
A Sohgaura rézlemezes felirat, amelyet bráhmi írással írtak, a Maurja Birodalomból származhat az i.e. 3 századból, és valószínűleg a későbbi feliratok elődje. Egy bronzból (rézötvözetből) készült kis táblára íródott.
A takszlai és a kalavani rézlemezes feliratok (Kr. e. 1. század körül vagy korábban) a legkorábbi ismert példái annak, hogy az indiai szubkontinensen valódi rézlemezeket használtak írásra. Ezek a táblák a későbbi rézlemezes feliratokkal ellentétben nem valódi oklevelek.
A legrégebbi ismert rézlemezes oklevél az indiai szubkontinensről az i. sz. 3. századi Patagandigudem felirat Andhra Ikshvaku Ehuvala Chamtamula andhrai király idejéből. A legrégebbi ismert észak-indiai rézlemezes oklevél valószínűleg Ishvararata Kalachala adománya, amelynek elkészülését a paleográfusok a negyedik század végére teszik.
A legkorábbi hitelesített rézlemezek közül néhányat a Pallava-dinasztia királyai adtak ki a 4. században, prakrit és szanszkrit nyelven készültek. A korai szanszkrit feliratok egyik példája, amelyekben kannada nyelvű szavakat használnak a földhatárok leírására, a Tumbula feliratok a Nyugati Ganga-dinasztia idejéből, elkészülésüket egy 2004-es indiai újságjelentés szerint 444-re teszik. Észak-Indiában ritka rézlemezeket találtak a Gupta birodalom idejéből. A rézlemezes feliratok használata egyre jobban terjedt, és több évszázadon át ezek maradtak a jogi feljegyzések elsődleges forrása.
A legtöbb felirat a Csaranáknak és Brahmanáknak szóló, egyénileg vagy együttesen kiadott földbirtokokat rögzíti. A feliratok a királyi adományozó és származásának azonosítására szolgáló egységes forma alapján készültek, amelyet a király történelmének, hőstetteinek és rendkívüli személyes tulajdonságainak hosszas méltatása követett. Ezután következtek az adományozás részletei, beleértve az alkalmat, a címzettet és a rendelkezések figyelmen kívül hagyása vagy megszegése esetén járó büntetéseket. Bár a dicsérő kifejezések bősége félrevezető lehet, a rézlemezes feliratok felfedezése gazdag anyagot szolgáltatott a történészek számára.
A Tirumalai Venkatesvara templomnak egyedülálló, mintegy 3000 rézlemezből álló gyűjteménye van, amelyen Tallapaka Annamacharya és leszármazottainak királyi adományai (szaszanam)  vannak felírva telugu nyelven.
- A Sohgaura rézlemez felirat, a legkorábbi ismert ilyen jellegű felirat, Kr. e. 3. század.
- A taxilai rézlemez, Kr. e. 1. század (British Museum).
- Rézlemezek az Indus-völgyi civilizáció, vagy más néven Harappa civilizáció idejéből, ie. 2600-1900 (2014). galéria

## Tamil nyelvű feliratok
A tamil rézlemezes feliratok olyan rézlemezes feljegyzések, amelyek a különböző dél-indiai királyi dinasztiák tagjai által magánszemélyeknek vagy közintézményeknek adott falvak, művelhető földterületek vagy egyéb kiváltságok odaítéléséről szólnak. E feliratok tanulmányozása különösen fontos Tamilnádu történelmének rekonstruálásában. Az adományok a Kr. u. 10. századtól a Kr. u. 19. század közepéig terjednek, nagy részük a Csálukja, a Csola és a Vidzsajanagara királyokhoz köthető Ezek a táblák epigráfiai szempontból értékesek, mivel betekintést engednek a középkori Dél-India társadalmi viszonyaiba; segítenek továbbá kitölteni az uralkodó dinasztiák összefüggő történetének kronológiai hézagait. Például Parantaka Csola és Parakesari Uttama Csola kiváltságlevelei (így nevezik őket, mivel Hollandiában, a Leideni múzeumban - régi magyar néven Lejda - találhatóak) a legfontosabbak közé tartoznak, bár az utóbbi tábláinak leghasznosabb része, azaz a genealógiai rész, úgy tűnik, elveszett.
- A Vidzsajanagara Birodalom idejéből származó tamil nyelvű rézlemez feliratok a Dharmeshwara templomban, Bengaluru.
- A második felirat.[15] galéria

A szomszédos államokkal ellentétben, ahol a korai feliratokat szanszkrit és prakrit nyelven írták, Tamil Naduban a tamil nyelvet használták, néhány feliratot pedig prakrit nyelven készítettek. A dravida nyelvek közül a tamil nyelv rendelkezik a legkorábbi irodalommal, de a nyelv és az irodalom megjelenésének pontos meghatározása nehézkes. Az irodalmi műveket Indiában vagy pálmalevél kéziratokban (ami többszöri másolást és újramásolást feltételez), vagy szóbeli átadás útján őrizték meg, ami lehetetlenné teszi a kormeghatározást. A külső kronológiai feljegyzések és a belső nyelvészeti bizonyítékok azonban arra utalnak, hogy a fennmaradt műveket valószínűleg valamikor a Kr. e. 4. század és a Kr. u. 3. század között állították össze. A tamil nyelv írásos emlékei az i. e. 3. századból származó sziklafeliratokkal kezdődnek, amelyeket tamil-bráhmi írással, a bráhmi írás egy helyi formájával írtak le. A legkorábbi fennmaradt irodalmi szöveg a  Tirukkural, egy költészeti és nyelvtani mű, amely a klasszikus tamil nyelven íródott, elkészülésének idejét a Kr. e. 5. század és a Kr. u. 2. század közé teszik.
A feliratok többsége tamil nyelven íródott, de a 6. századtól kezdve mind a kő-, mind a rézlemez-feliratokat szanszkritul is írták, némelyik kétnyelvű volt. Indiai régészek több száz feliratot fedeztek fel az elmúlt 120 év során. Eugen (Eugén) Hultzsch, német indológus és epigráfus 1886 második felétől kezdte el rendszeresen gyűjteni a dél-indiai feliratokat, amikor kinevezték Maduráj kormányának epigráfusává.

## Kerala
A nyolcadik és a tizedik század között a Malabár-part uralkodói különféle jogokkal és kiváltságokkal ruházták fel a Szent Tamás-keresztényeket, az adományokról szóló feliratok megnevezése szaszanam.
- Tharisapalli lemezek Kr.u. 849-ből
- Egy, a zsidóknak írt szasznam (1000 körül).

- Iravikorthan Szaszanam, amelyet Shri Veera Raghava Perumal (i.sz. 774 körül) ítélt oda.
- Kánai Tamás rézlemezei, egy elveszett rézlemezkészlet, amelyet Knai Thoma és követői (Knanaja) kaptak valamikor a 4. és a 9. század között.
- Tharissapalli rézlemezek, amelyet Venadu királya, Ayyan Atikal Tiruvatikal Kr. e. 849-ben ítélt oda Sapir Ishónak, a Malabár-parti szíriai keresztények vezetőjének, Sthanu Ravi Varma, a Csera-dinasztia uralkodójának 5. évében. Ez az első olyan fontos keralai felirat, amelynek dátumát pontosan meghatározták.[24][25][26] A lemezekre vatteluttu írással véstek, és 25 tanú írta alá. Közülük tizenötnek kufi, tíznek pahlavi, négynek pedig héber írással szerepel a neve.
- A Bhaskara Ravi Varman I Perumal (962-1019 Kr.u.) által kiadott zsidó rézlemez egy szaszanam, amely az Anjuvannam és 72 egyéb tulajdonjog megadását tartalmazza a helyi zsidóság főnökének, Joszef Irabbannak.

## Adományokról szóló feliratok
Az indiai szubkontinens történelmének egyik legfontosabb forrása a rézlemezekre (tamra-shasan vagy tamra-patra; a tamra szanszkritul és számos más indiai nyelven rezet jelent) vésett királyi adományozási feljegyzések. Mivel a réz nem rozsdásodik és nem bomlik, ezek a táblák gyakorlatilag korlátlan ideig fennmaradnak.
A rézlemezekről és sziklafeliratokról készült régészeti szöveggyűjteményeket az elmúlt évszázadban az Indiai Régészeti Szolgálat (Archaeological Survey of India) állította össze és tette közzé.
A rézlemez körülbelül 24 cemtiméter hosszú, 79 centiméter magas, 25 milliméter vastag.
A Sohgaura rézlemez egy a maurja birodalomból (i. e. 322-185) származó feljegyzés, amely egy éhínségre utal. Ez egyike a nagyon kevés, Asóka előtti bráhmi feliratoknak Indiában.

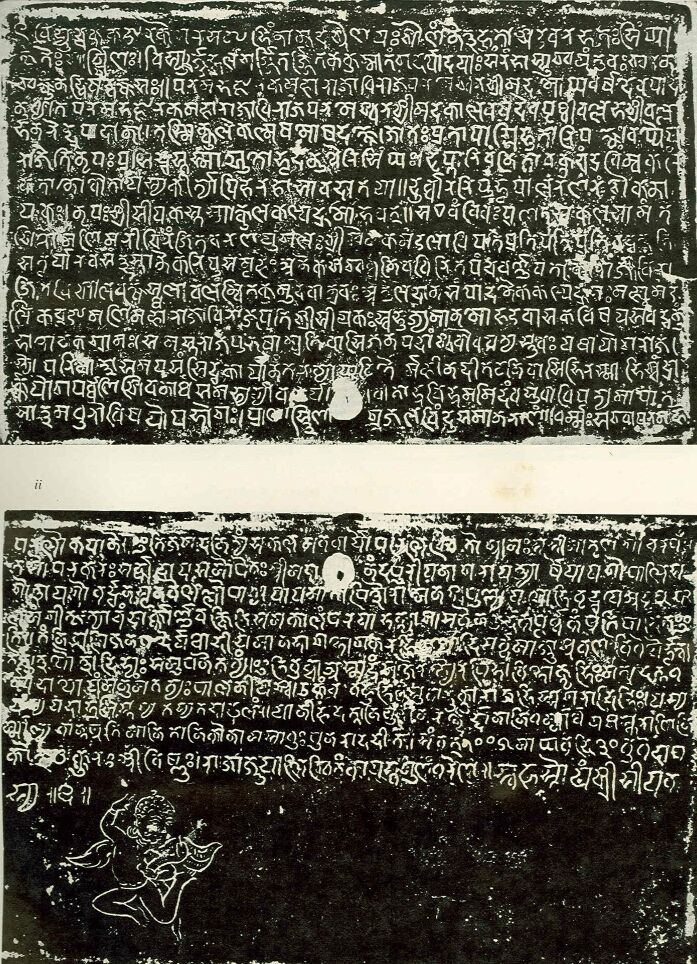
Sijaka (Harsa), paramara uralkodó feliratai (Harsola rézlemezek) Kr. e. 949-ből.

## Fordítás
Ez a szócikk részben vagy egészben  az   Indian copper plate inscriptions című angol Wikipédia-szócikk ezen változatának fordításán alapul.  Az eredeti cikk szerkesztőit annak laptörténete sorolja fel. Ez a jelzés csupán a megfogalmazás eredetét és a szerzői jogokat jelzi, nem szolgál a cikkben szereplő információk forrásmegjelöléseként.